# La vedova scaltra

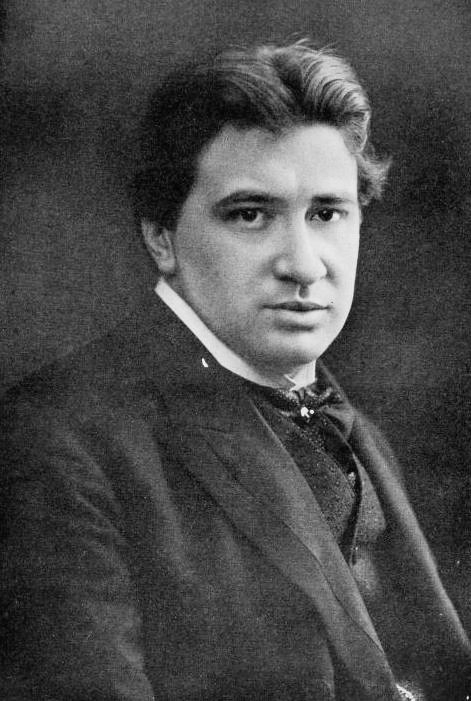
Ermanno Wolf-Ferrari 1906

La vedova scaltra (Den listiga änkan) är en opera i tre akter med musik av Ermanno Wolf-Ferrari och libretto av Mario Ghisalberti efter Carlo Goldonis pjäs med samma namn från 1748.

## Historia
Vid en tid då Schönberg-skolan redan hade hunnit etablera sig och ljudfilmen berikat vardagskulturen, återvände Wolf-Ferrari 1929 för tredje gången till Goldoni, nu i samarbete med Mario Ghisalberti. Wolf-Ferrari, som var övertygad om "att varje människa, utåt sett, på något sätt är en komisk gestalt och inom sig en tragisk", presenterade operan i raskt tempo. De musikaliska uttrycksmedlen som han använde sig av svarade väl mot librettot: En vals som förenande element, ett karakteristiskt parlando som garanterade att texten gick fram, samt ett vitalt, dansorienterat framställningssätt.
Operan uruppfördes i Rom den 5 mars 1931. Endast ett halvår senare fick den sin tyska premiär på Staatsoper i Berlin den 20 oktober 1931 ("Die schalkhafte Witwe").
I februari 2007 iscensattes operan på nytt i Venedig med anledning av 300-årsfirandet av Carlo Goldonis födelse.

## Personer
- Rosaura, en änka (sopran)
- Monsieur Le Beau, en fransman (tenor)
- Greve di Bosco Nero, en italienare (tenor)
- Milord Runebif, en engelsman (baryton)
- Don Alvaro di Castiglia, en spanjor (baryton)
- Marionette (sopran)
- Folletto (tenor)
- Arlecchino (baryton)
- Birif (bas)
- Hovmästaren (bas)

## Handling
En rik venetiansk änka har förlorat kontakten med sällskapslivet efter att ha vårdat sin gamle, sjuke man. Hon bestämmer sig för att ta igen det hon har försummat. På en bal lär hon känna fyra kavaljerer, som försöker vinna hennes hjärta genom att skänka henne personliga gåvor: engelsmannen ger henne en dyrbar diamant, fransmannen en praktfull målning, spanjoren ett stamträd över sin släkt medan italienaren ger henne ett innerligt brev, som inte är helt fritt från svartsjuka och nationalstolthet. För att vara säker på att kavaljererna älskar just henne, prövar hon dem. Under en karneval visar hon sig för dem i nationaldräkter från de fyra olika länderna och talar med förställd röst. Inför engelsmannen spelar hon en sval följeslagerska, inför fransmannen en underhållande kamrat, inför spanjoren en strikt dam och inför italienaren en förälskad flicka. Alla utom italienaren förälskar sig i hennes olika uppenbarelser. Hon bjuder nu in alla fyra till en bal och erkänner att hon har prövat uppriktigheten i deras känslor. Endast den italienske greven har bestått provet. Änkan räcker den lycklige utvalde handen och öppnar balen.